# Fujiko Takimoto
Fujiko Takimoto (瀧本 富士子 Takimoto Fujiko; Prefectura de Osaka, 6 de noviembre de 1967) es una seiyū japonesa. 

## Biografía
Ha participado en series como Noein, Buzzer Beater y Kono Minikuku mo Utsukushii Sekai, entre otras. Está afiliada a Arts Vision.
El 2 de febrero de 2014 se casó con su colega Hideki Ogihara.

## Papeles interpretados

### Series de anime
- Asobō! Hello Kitty como Batz Maru
- Bono Bono como Chibisuke to Okera-kun
- Brigadoon como la madre de Kaori
- Buzzer Beater como Hideyoshi Tanaka
- Capitán Tsubasa J como Sanae Nakazawa
- Chōja Reideen como Hayate Ootori
- Cluster Edge como Chalce
- Crónicas Pokémon como Kanta
- Daigunder como Akira
- Genshiken 2 como Chihiro Enomoto
- Go! Go! Itsutsugo Land como Kabuto Morino
- Gravitation como Suguru Fujisaki
- Hajime no Ippo como Alexander Volg Zangief (joven)
- Hello Kitty's Animation Theatre como Badtz Maru y Muffin
- Higurashi no Naku Koro ni como Suguru Okamura
- Higurashi no Naku Koro ni Kai como Suguru Okamura
- Hoshi no Kirby como Tokkori
- Inazuma Eleven como Nemuro Kimiyuki, Sully Princeton, Suzuno Fuusuke/Gazel y Lika Urabe
- Kono Minikuku mo Utsukushii Sekai como Ryo Ninomiya
- Kujibiki Unbalance como Chihiro Enomoto
- Kuromajyo-san ga Tōru!! como Anuma Kadō y Jack-o-Lantern 2
- Kuromajyo-san ga Tōru!! (2013) como Anuma Kadō
- Kyō Kara Maō! como Rizot
- Lovely Complex como Seishirou Kotobuki
- Mahōjin Guru Guru como Nike
- Mahoromatic como Suguru Misato
- Mama wa Poyopoyo-Saurus ga Osuki como Kunitachi Yuu
- Minami no Shima no Chiisana Hikouki Birdy como Philip
- Mugen Senki Portriss como Toto
- Noein como Yū Gotō
- Ragnarok The Animation como Poipoi
- Rockman.EXE Beast como Kojiro
- Shin-chan como Terunobu (3er voz)
- Those Who Hunt Elves como Blanco
- Tsubasa: RESERVoir CHRoNiCLE como Masayoshi Saitou y Sang-Yun
- YAT Anshin! Uchū Ryokō como Edward
- Yatterman (2008) como Hideyori

### OVAs
- Angel Sanctuary como Sakuya Kira (niño)
- Futari Ecchi como Hiromi Takai
- Gravitation como Suguru Fujisaki
- Higurashi no Naku Koro ni Rei como Suguru Okamura
- Saigo no Door o Shimero! como Ryouko
- Sorcerer on the Rocks como Million

### Especiales
- Mahoromatic como Suguru Misato.

### Películas
- Naruto Shippūden 4: La torre perdida como la Princesa Sara y Asuma (joven).

### Drama CD
- Dragon Quest VI: Los Reinos Oníricos como Chamoro
- Yami no Matsuei como Hisoka Kurosaki

### Videojuegos
- Ape Escape como Kakeru/Spike
- Ape Escape 2 como Kakeru/Spike
- Ape Escape 3 como Kakeru/Spike
- Ape Escape: Pumped & Primed como Kakeru/Spike
- Grandia como Justin
- Hyrule Warriors como Link (niño)
- Klonoa: Door to Phantomile como Hewpoe
- Le Bizarre Avventure di GioGio: Ōgon no Kaze como Narancia Ghirga
- Namco X Capcom como Taki y Tarosuke
- PlayStation All-Stars Battle Royale como Spike
- Power Stone 2 como Julia
- Soulcalibur como Taki
- Soulcalibur II como Taki
- Soulcalibur III como Taki
- Soul Edge como Taki y Bangoo
- Summon Night como Cysalis y Kanon
- Super Smash Bros. Melee como Link (niño)
- The Legend of Zelda: A Link to the Past & Four Swords como Link (niño)
- The Legend of Zelda: Majora's Mask como Link (niño)
- The Legend of Zelda: Majora's Mask 3D como Link (niño)
- The Legend of Zelda: Ocarina of Time como Link (niño)
- The Legend of Zelda: Four Swords Adventures como Link (niño)
- Super Smash Bros. Ultimate como Link (niño)